# Chris Carr

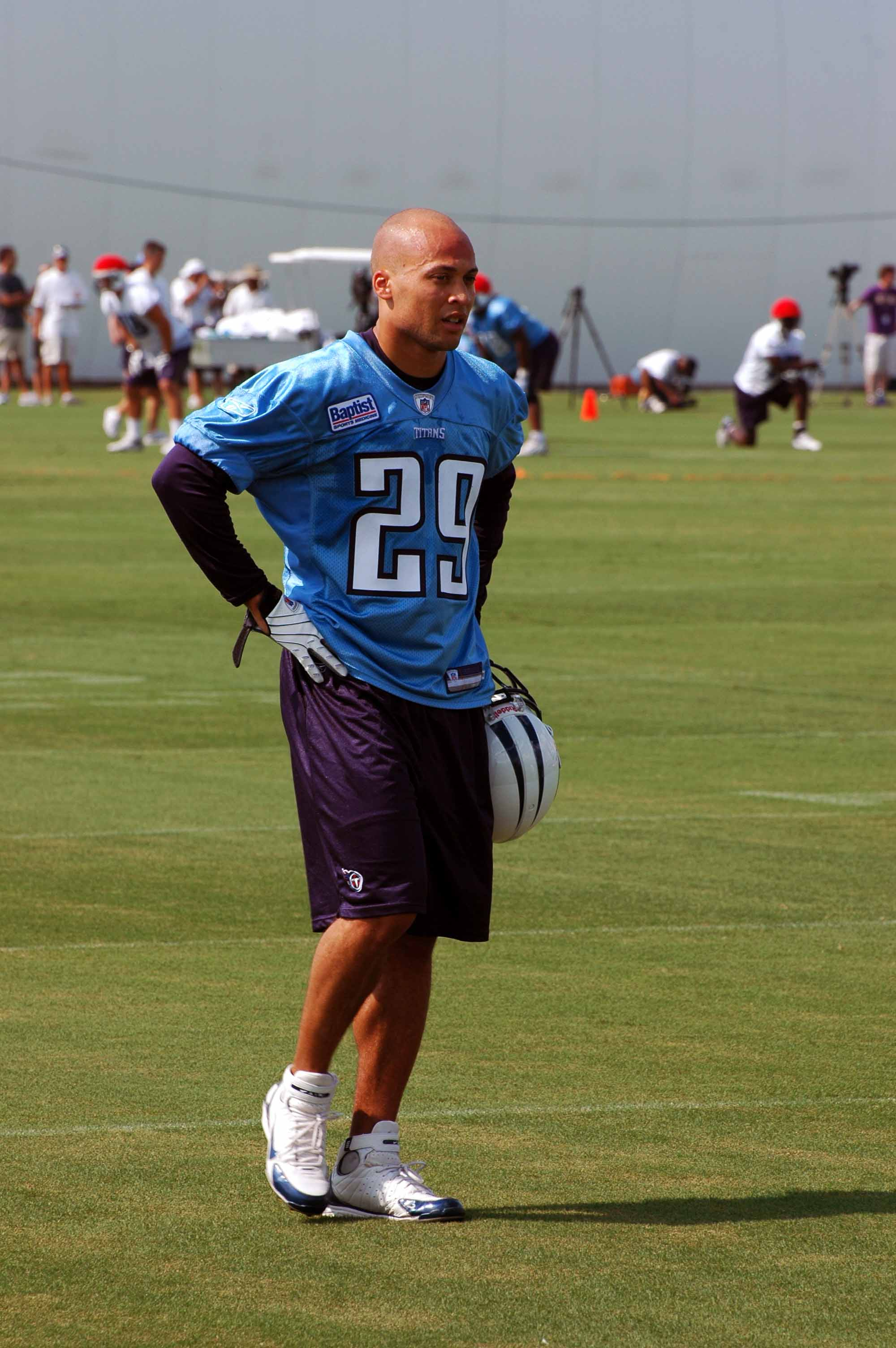
Chris em 2008.

Charles Christopher "Chris" Carr (30 de abril de 1983, Reno, Nevada) é um ex-jogador de futebol americano que atuava na posição de cornerback e kick returner na National Football League. Foi contratado pelo Oakland Raiders como agente livre que não foi escolhido em um draft em 2005. Jogou futebol americano universitário pela Universidade Estadual de Boise. Carr já jogou também pelo Tennessee Titans, pelo Minnesota Vikings, Baltimore Ravens, San Diego Chargers e New Orleans Saints.